# Metaphycus acanthococci
Metaphycus acanthococci är en stekelart som beskrevs av Svetlana N. Myartseva 1984. Metaphycus acanthococci ingår i släktet Metaphycus och familjen sköldlussteklar.
Artens utbredningsområde är Turkmenistan. Inga underarter finns listade i Catalogue of Life.